# Han Kitab

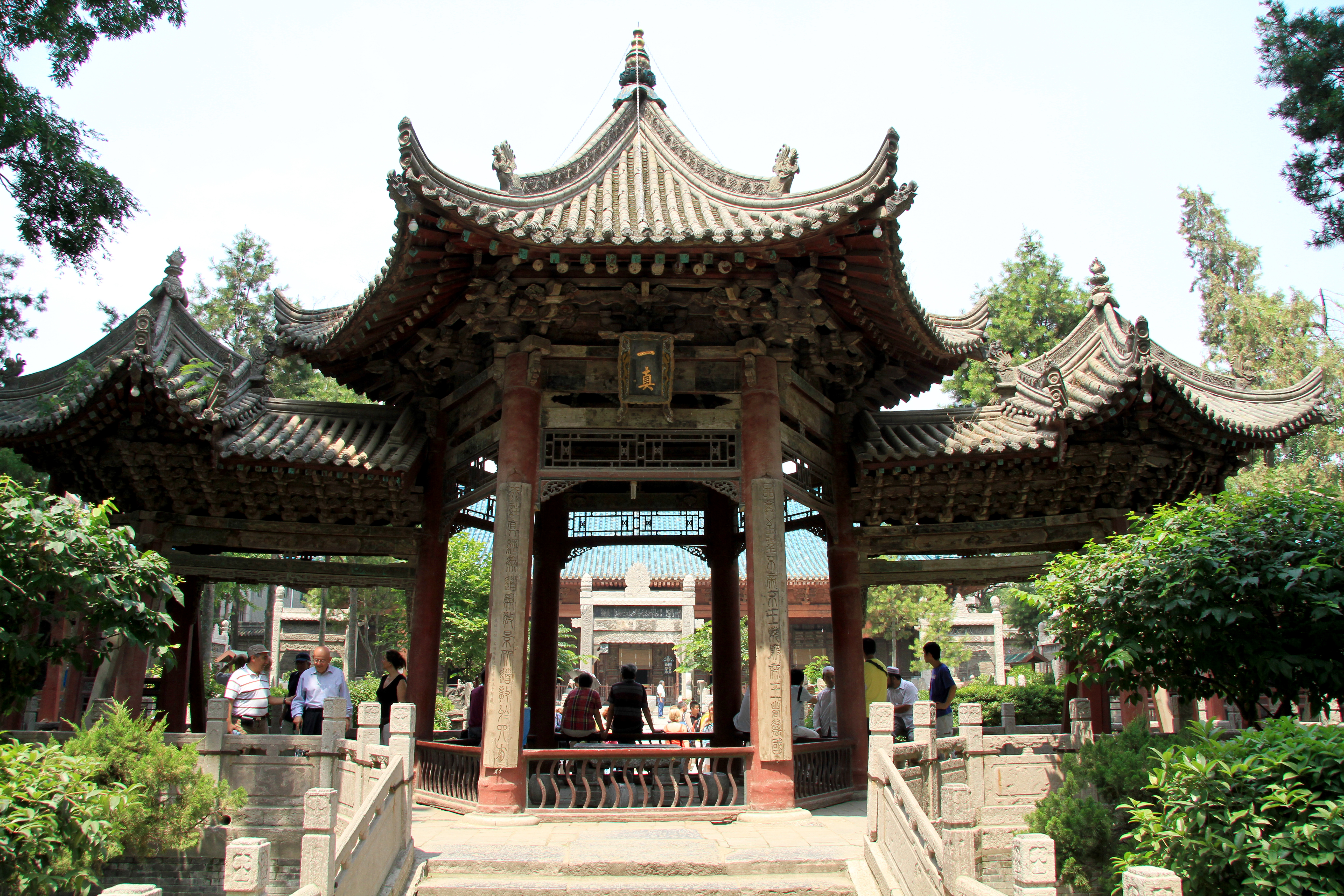
Grande mosquée de Xi'an, en Chine.

Le Han Kitab (chinois : 汉克塔布, 漢克塔布, Hàn kètǎbù, arabe : هان کتاب) est une collection de textes islamiques chinois écrits par des musulmans chinois. Composé au début du XVIIIe siècle durant la dynastie Qing, ces écrits constituent une forme de syncrétisme de l'islam et du confucianisme. Le nom de l'ouvrage est lui-même un exemple de syncrétisme puisque Han est le mot chinois pour « chinois » et kitab signifie « livre » en arabe. L'érudit Liu Zhi a écrit son Han Kitab à Nanjing au début du XVIIIe siècle. Les œuvres de Wu Sunqie, Zhang Zhong et Wang Daiyu sont également incluses dans le Han Kitab.
Le Han Kitab a été largement lu et approuvé par des musulmans chinois plus récents tels que Ma Qixi (en), Ma Fuxiang et Hu Songshan (en) qui estiment que l'islam doit être compris par le confucianisme.

## Source de la traduction
- (en) Cet article est partiellement ou en totalité issu de l’article de Wikipédia en anglais intitulé « Han Kitab » (voir la liste des auteurs).

1. ↑  Michael Dillon, China's Muslim Hui community : migration, settlement and sects, Richmond, Curzon Press, 1999, 208 p. (ISBN 0-7007-1026-4, lire en ligne), p. 131
2. ↑  (en) Jonathan Neaman Lipman, Familiar strangers : a history of Muslims in Northwest China, Seattle, University of Washington Press, 2004, 266 p. (ISBN 0-295-97644-6, OCLC 36485989, lire en ligne), p. 79